# Tenisová sezóna Rogera Federera 2006

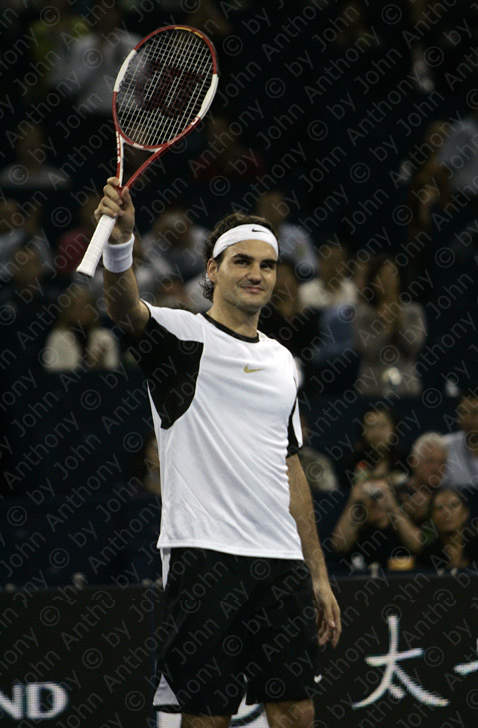
Během Australian Open, z něhož si odvezl druhý titul

Tenisová sezóna Rogera Federera 2006 znamenala pro švýcarského tenistu podruhé v kariéře zisk tří Grand Slamů a nejúspěšnější sezónu celé jeho kariéry. Na okruhu ATP odehrál sedmnáct turnajů. Vyjma Cincinnati Masters se na všech dalších probojoval až do finále, z nichž si připsal dvanáct trofejí.
Ve finále Australian Open porazil Kypřana Marcose Baghdatise 5–7, 7–5, 6–0, 6–2, a následně obhájil další dvě vítězství. První z nich ve Wimbledonu po finálové výhře nad španělským tenistou Rafaelem Nadalem 6–0, 7–6(5), 6–7(2), 6–3 a druhé na newyorském US Open, kde přehrál Američana Andyho Roddicka 6–2, 4–6, 7–5 a 6–1. Čistý grandslam mu unikl prohraným finále antukového French Open, v němž nestačil na Nadala. Po Budgeovi a Laverovi se tak nestal třetím tenistou historie, který by dosáhl na tento výkon.
V sérii Masters se šestkrát probojoval do finále. Připsal si z nich čtyři triumfy na tvrdém povrchu v Indian Wells, Miami, Torontu a Madridu. Ve dvou případech jej na antuce porazil Nadal. V rámci třetí nejvyšší kategorie ATP International Series Gold vyhrál turnaj v Tokiu a v úrovni ATP International Series získal tři vítězství z Dauhá, Halle a Basileje.
Potřetí v kariéře opanoval závěrečnou událost sezóny Turnaj mistrů, když v posledním duelu zdolal amerického hráče Jamese Blakea.
Na žebříčku ATP neopustil po celý rok pozici světové jedničky, kterou přesvědčivě držel s náskokem několika tisíc bodů před druhým v pořadí Rafaelem Nadalem. Potřetí v řadě byl vyhlášen mistrem světa ITF, nejlepším hráčem okruhu ATP a podruhé obdržel cenu Laureus pro nejlepšího sportovce světa.
V prosinci 2011 označil Stephen Tignor, hlavní editor internetového média Tennis.com, Federerovu sezónu 2006 za druhou nejlepší v otevřené éře, když ji zařadil hned za sezónu 1969 australského hráče Roda Lavera.

## Přehled sezóny

### Zimní sezóna na tvrdém povrchu
Prvním turnajem nové sezóny se stal Qatar ExxonMobil Open konaný v Dauhá. Titul obhájil po finálové výhře nad Francouzem Gaëlem Monfilsem 6–3 a 7–6(5).
Následně se přemístil na jižní polokouli, kde obhajoval grandslamový triumf z melbournského Australian Open. Na cestě do finále v osmifinále sehrál pětisetovou bitvu s Němcem Tommym Haasem, kterého stejně jako v Dauhá porazil. Vyrovnaným utkáním se stalo také čtvrtfinále, v němž si poradil s Nikolajem Davyděnkem poměrem 6–4, 3–6, 76(7) a 7–6(5). Po výhře nad Nicolasem Kieferem prošel do finále, v němž zůstal na jeho raketě Kypřan Marcos Baghdatis po čtyřsetovém průběhu. Od Wimbledonu 2003 tak Švýcar zvítězil ve svém sedmém grandslamovém finále za sebou. Na rekord Peta Samprase ztrácel jedinou výhru, když Američan vyhrál šňůru osmifinále, do nichž nastoupil v rozmezí Wimbledonu 1995–2000. Ve statistikách otevřené éry mu ziskem sedmého titulu patřila šestá pozice, kterou držel společně s Johnem McEnroem a Matsem Wilanderem.
Z Austrálie se vrátil na Arabský poloostrov, kde se bez ztráty setu probojoval do finále Dubai Tennis Championships. V něm mu první porážku roku uštědřil největší rival následných sezón, světová dvojka Rafael Nadal 6–2, 4–6 a 4–6. Ukončil tak jeho sérii 16 vítězných utkání. Federer prohrál první zápas na tvrdém povrchu po více než 13 měsících, když naposledy předtím odešel poražen ze semifinále Australian Open 2005.
Další úspěšnou obhajobou se stala událost série Masters Pacific Life Open, hraná v kalifornském Indian Wells, když v boji o titul přehrál bez potíží vysokoškolsky vzdělaného Američana Jamese Blakea 7–5, 6–3 a 6–0. Připsal si tak třetí triumf v řadě, což znamenalo rekordní zápis do análů turnaje a připojil se k Michaelu Changovi v nejvyšším celkovém počtu singlových titulů. Vítězné období prodloužil na navazujícím floridském Sony Ericsson Open v Miami, kde po semifinálové výhře nad Davidem Ferrerem, dokázal zvládnout koncovky všech tří setů finále a Chorvata Ivana Ljubičiće zdolal 7–6(5), 7–6(4) a 7–6(6). Stal se prvním tenistou historie, jemuž se povedlo obhájit double – získat tituly z amerických Mastersů v Indian Wells a Key Biscayne ve dvou následných letech.

### Antuková sezóna
Jarní antukovou část sezóny v Evropě odstartoval na události série Masters v Monte Carlu. V úvodním kole se poprvé v kariéře střetl se svým pozdějším rivalem, tehdy osmnáctiletým teenagerem Novakem Djokovićem. Utkání vyhrál ve třech setech. Na cestě do finále mu sadu odebral pouze španělský semifinalista Nicolás Almagro. Jeho krajan Rafael Nadal jej poté podruhé v sezóně porazil 2–6, 7–6(2), 3–6 a 6–7(5). Pro Federera se Nadal, přezdívaný antukový král, stal v následujících letech největší překážkou k zisku titulů z antukového povrchu, když jej opakovaně porážel ve finále.

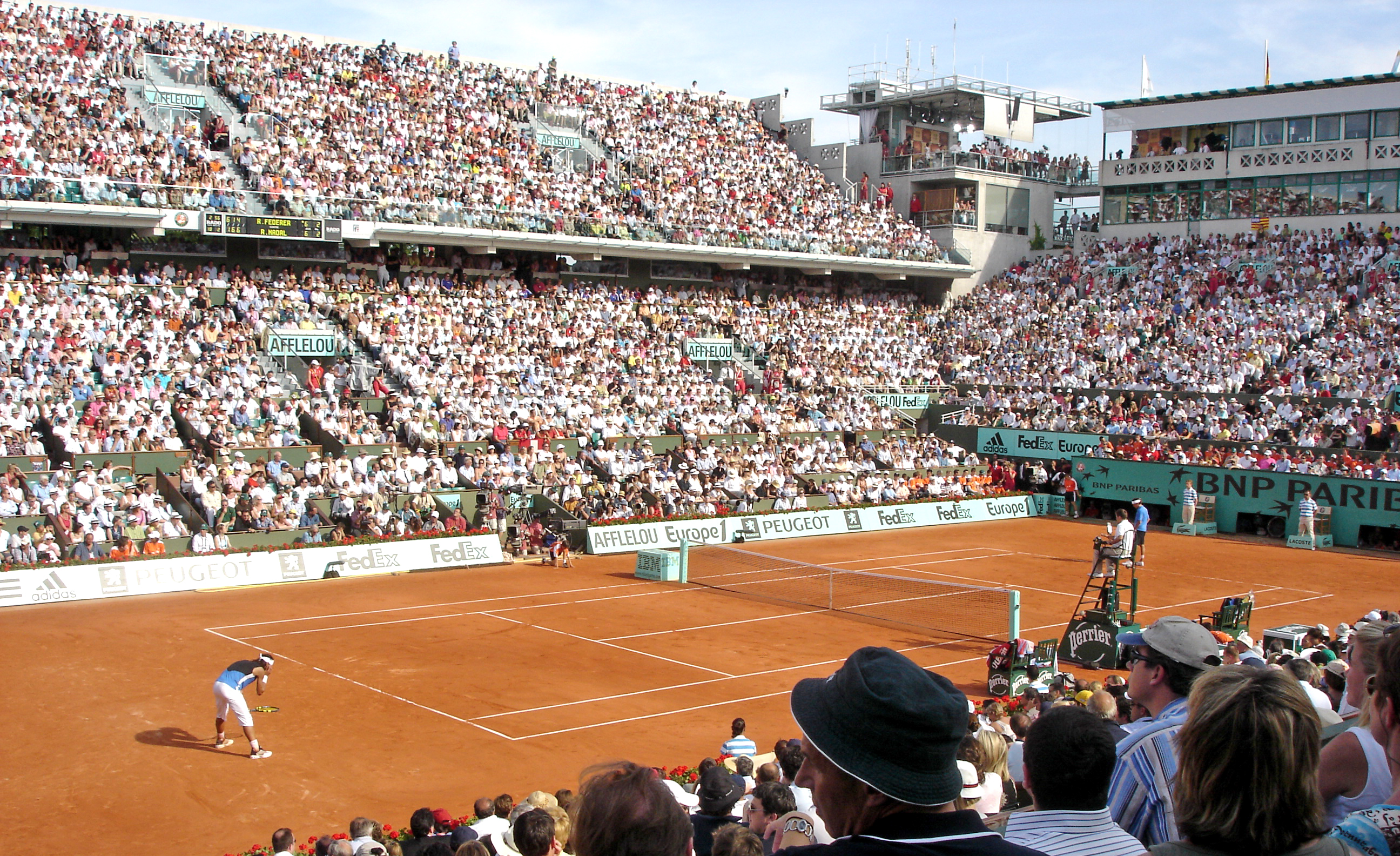
Rafael Nadal a Roger Federer ve finále French Open.

Na Mastersu Apeninského poloostrova musel do finále římského Internazionali BNL d'Italia projít obtížným herním pavoukem. Poté, co zvládl třísetová utkání se španělským antukářem Nicolásem Almagrem 6–3, 6–7(2), 7–5 a Argentincem Davidem Nalbandianem 6–3, 3–6, 7–6(5), čekal na něj v boji o titul opět Rafael Nadal. Podruhé v řadě byl nad Švýcarovy síly, když mu podlehl po pětisetové bitvě 7–6(0), 6–7(5), 4–6, 6–2 a 6–7(5), tedy až v rozhodující zkrácené hře. Švýcar nedokázal proměnit dva mečboly za stavu her 6–5 v páté sadě. V důsledku únavy z fyzicky nejnáročnějšího povrchu – antuky, oba finalisté vynechali navazující Hamburg Masters.
Na druhém grandslamu roku, pařížském French Open, postoupil poprvé v kariéře do finále. Na této cestě ztratil jen dva sety. V boji o titul se utkal opět s obhájcem vítězství Nadalem, a po výsledku 6–1, 1–6, 4–6, 6–7(4), počtvrté v sezóně Španělovi podlehl. Švýcar získal první sadu přesvědčivým rozdílem 6–1. Španělova přirozená houževnatost, kterou se strojovou přesností vracel liftované údery do jednoručného bekhendu soupeře, však slavila úspěch. Federer na ni nenalezl recept a odešel poražen i ze čtvrtého vzájemného duelu o titul, poměrem 6–1, 1–6, 4–6 a 6–7(4). Porážka jej také stála zisk čistého grandslamu, čímž se mohl jako třetí tenista historie zařadit po bok Budge a Lavera. Přesto se stal vedle Andreho Agassiho druhým aktivním hráčem okruhu, kterému se podařilo probojovat do finále všech čtyř Grand Slamů.

### Sezóna na trávě
Čtvrtou turnajovou výhru v řadě zaznamenal na wimbledonské přípravě Gerry Weber Open v německém Halle. Před finále svedl dva vyrovnané třísetové zápasy, nejdříve proti Richardu Gasquetovi, a ve čtvrtfinále pak s Belgičanem Oliverem Rochusem. V něm zvládl dva ze tří tiebreaků a postoupil výsledkem 6–7(2), 7–6(9) a 7–6(5). V posledním utkání na něj nestačil Čech Tomáš Berdych poměrem 6–0, 6–7(4) a 6–2.

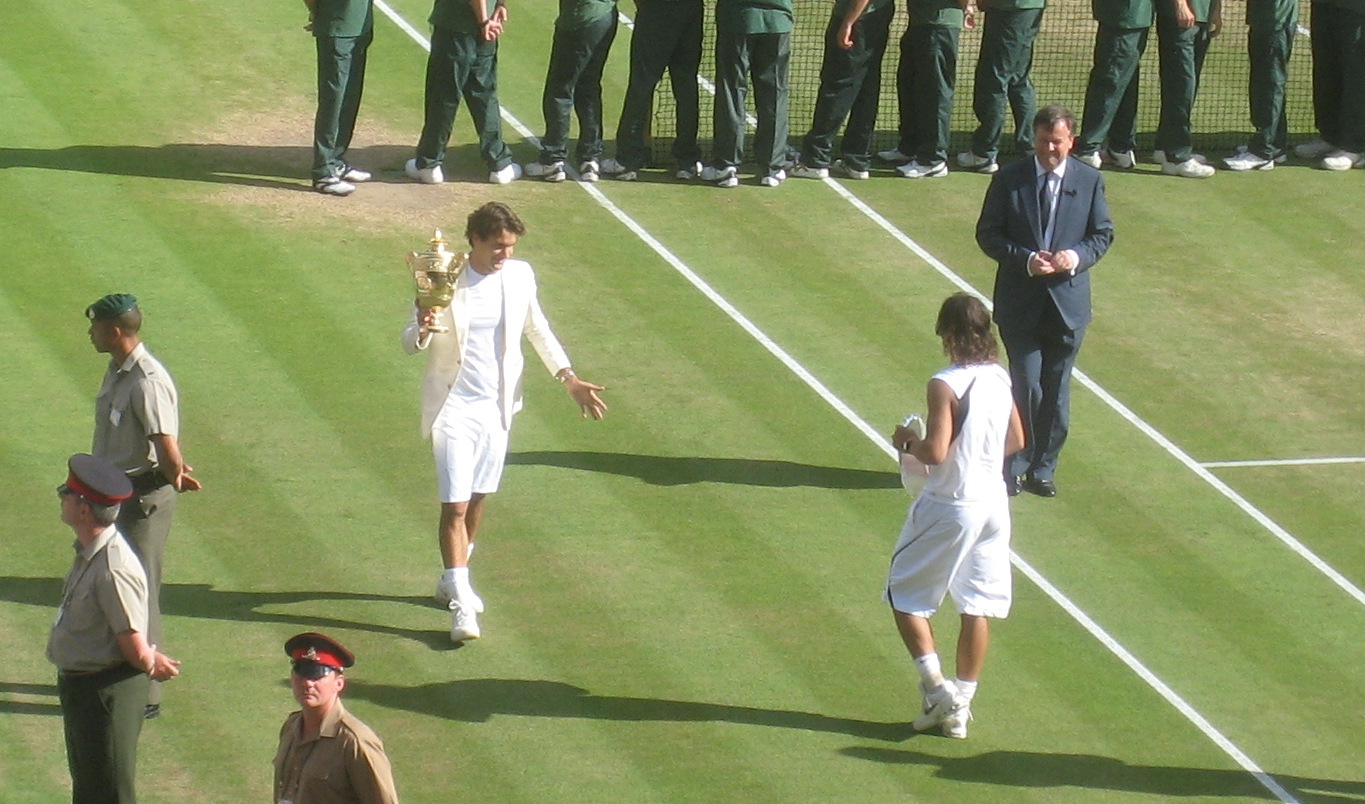
Federer vlevo s pohárem pro vítěze Wimbledonu během ceremoniálu, vpravo Nadal. Švýcar vyhrál turnaj počtvrté za sebou.

V roli nejvýše nasazeného přijížděl do Wimbledonu jako největší favorit s cílem napodobit šňůru čtyř titulů Peta Samprase v řadě (1997–2000). Do finále se probojoval suverénně, když jeho poměr vítězných setů činil 18:0. Poslední překážkou se stal Španěl Rafael Nadal, s nímž měl sezónní bilanci 0–4 na zápasy. Jeho celkový poměr utkání v kalendářním roce činil 55–4. Obdobně jako na Roland Garros vstoupil do utkání lépe, když v úvodní sadě uštědřil soupeři kanára 6–0. Druhé dějství mělo odlišný průběh a dospělo do tiebreaku, v němž Švýcar zvýšil náskok po výhře 7:5. Vzápětí ztratil první set na turnaji, když ze zkrácené hry třetí sady odešel poražen 2:7. Poté však Španěla přehrál svým stylem hry a výhra 6–3 znamenala čtvrtý wimbledonský titul za sebou. Konečný výsledek 6–0, 7–6(5), 6–7(2) a 6–3 znamenal osmý kariérní grandslam, kterým se připojil k Andremu Agassimu, Jimmy Connorsovi a Ivanu Lendlovi. Před ním pak zůstávali pouze Björn Borg (11) a Pete Sampras (14).

### Letní sezóna na amerických betonech
Letní část okruhu na amerických betonech zahájil v rámci US Open Series úspěšnou obhajobou triumfu na Mastersu Rogers Cup, jehož mužská polovina se konala v Torontu. Po vítězství nad Chilanem Fernandem Gonzálezem pronikl do finále, kde si počtvrté v sezóně poradil s Richardem Gasquetem 2–6, 6–3 a 6–2.

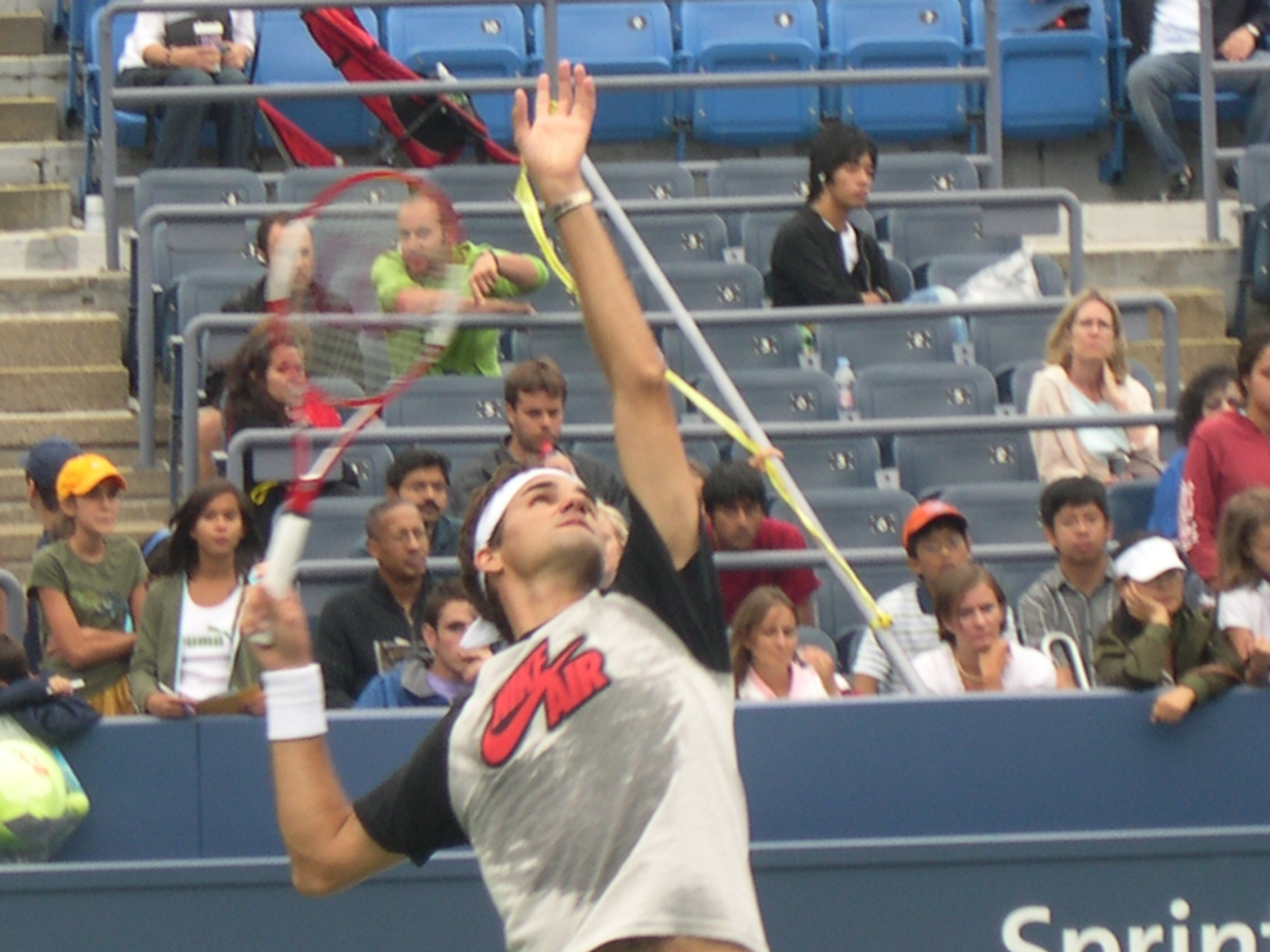
Rozehrávka na US Open, kde triumfoval potřetí za sebou

Tradičně pokračoval navazující událostí série Cincinnati Masters, na kterou přijížděl také jako obhájce titulu. Výhrou by vyrovnal rekord vytvořený jím a Nadalem v roce 2005, tj. čtyři triumfy z Masters během jedné sezóny. Poté, co v úvodním kole vyřadil Thajce Paradorna Srichaphana, překvapivě nestačil na 19letého Skota Andyho Murrayho po setech 5–7 a 4–6. Vyjma čtyř proher s Rafaelem Nadalem se jednalo o jeho jedinou porážku v sezóně. Ve zbývající části roku již neztratil žádný zápas a připsal si 29 vítězství. Tato série neporazitelnosti, pro Federera nejdelší v kariéře, pokračovala i v sezóně 2007. Celkově tak dosáhl na 41 vyhraných zápasů dvouhry v řadě.
Na zářijový grandslam US Open si přijel pro třetí titul. Jako turnajová jednička na cestě do finále ztratil jedinou sadu, a to během čtvrtfinále s Jamesem Blakem. V boji o titul na něj nestačil další Američan Andy Roddick, kterého přehrál ve čtyřech setech 6–2, 4–6, 7–5 a 6–1. Sezóna 2006 vstoupila do historie otevřené éry jako jediná, v níž se do finále všech čtyř Grand Slamů probojovali vždy stejný tenista (Roger Federer) a tenistka (Justine Heninová). Devátým kariérním grandslamem zůstal v historických tabulkách osamocen na třetím místě.

### Podzimní sezóna

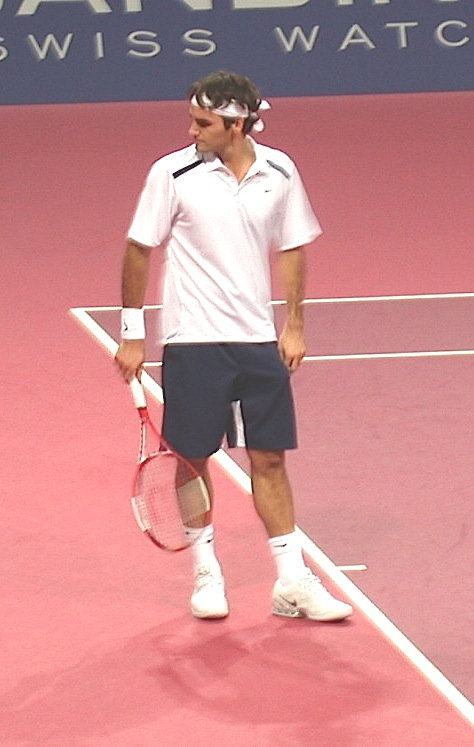
Na cestě za prvním titulem v rodné Basileji

Posledním turnajem roku hraným pod otevřeným nebem se pro něj stal tokijský AIG Japan Open Tennis Championships ze zlaté série. Ve druhém a čtvrtém kole zvládl tiebreaky rozhodujících třetích sad proti Srbu Viktoru Troickému a Japonci Takau Suzukovi. Ve finále pak potřetí v sezóně zdolal Brita Tima Henmana 6–3 a 6–3.
Na evropský kontinent se vrátil halovým Madrid Masters, na který zavítal poprvé od roku 2003. Poté, co ve třetí fázi porazil těsně Robina Söderlinga, prošel až do finále. Po jednoznačné výhře nad Fernandem Gonzálezem 7–5, 6–1 a 6–0, získal čtvrtý titul ze série Masters a vyrovnal tak svůj a Nadalův rekord z minulého roku.
Ve druhé polovině října se vrátil do rodné Basileje, aby se zúčastnil Swiss Indoors, jenž nikdy nevyhrál. V letech 2000 a 2001 z něho odešel jako poražený finalista. V posledních dvou zápasech rozhodla vždy až zkrácená hra třetího setu. V semifinále si tak potřetí v roce poradil s Paradornem Srichaphanem a ve finále, opět po týdnu, porazil v dobré formě hrajícího Fernanda Gonzáleze poměrem 6–3, 6–2 a 7–6(3). Titul měl pro Švýcara emocionální nádech, když ve městě od dětství vyrůstal a v mládí na turnaji působil jako sběrač míčků.
Na závěrečném Turnaji mistrů podruhé konaném v čínské Šanghaji, dokázal ve svůj prospěch získat všech pět utkání. Ve třech duelech základní skupiny postupně zdolal obhájce titulu Davida Nalbandiana, Andyho Roddicka a Ivana Ljubičiće. V semifinále jej vyzvala světová dvojka Rafael Nadal, kterou podruhé v roce pokořil, tentokrát ve dvou setech 6–4 a 7–5. Ve finále skončil na jeho raketě James Blake po jednoznačném výsledku 6–0, 6–3 a 6–4. Čtvrtou vzájemnou výhrou nad tímto Američanem si připsal třetí turnajový triumf.

## Přehled utkání

### Grand Slam
| turnaj          | fáze        | stav      | soupeř            | výsledek                 |
| --------------- | ----------- | --------- | ----------------- | ------------------------ |
| Australian Open | 1. kolo     | výhra     | Denis Istomin     | 6–2, 6–3, 6–2            |
| Australian Open | 2. kolo     | výhra     | Florian Mayer     | 6–1, 6–4, 6–0            |
| Australian Open | 3. kolo     | výhra     | Max Mirnyj        | 6–3, 6–4, 6–3            |
| Australian Open | 4. kolo     | výhra     | Tommy Haas        | 6–4, 6–0, 3–6, 4–6, 6–2  |
| Australian Open | čtvrtfinále | výhra     | Nikolaj Davyděnko | 6–4, 3–6, 7–6(7), 7–6(5) |
| Australian Open | semifinále  | výhra     | Nicolas Kiefer    | 6–3, 5–7, 6–0, 6–2       |
| Australian Open | finále      | vítěz (7) | Marcos Baghdatis  | 5–7, 7–5, 6–0, 6–2       |
| French Open     | 1. kolo     | výhra     | Diego Hartfield   | 7–5, 7–6(2), 6–2         |
| French Open     | 2. kolo     | výhra     | Alejandro Falla   | 6–1, 6–4, 6–3            |
| French Open     | 3. kolo     | výhra     | Nicolás Massú     | 6–1, 6–2, 6–7(4), 7–5    |
| French Open     | 4. kolo     | výhra     | Tomáš Berdych     | 6–3, 6–2, 6–3            |
| French Open     | čtvrtfinále | výhra     | Mario Ančić       | 6–4, 6–3, 6–4            |
| French Open     | semifinále  | výhra     | David Nalbandian  | 3–6, 6–4, 5–2skreč       |
| French Open     | finále      | prohra    | Rafael Nadal      | 1–6, 6–1, 6–4, 7–6(4)    |
| Wimbledon       | 1. kolo     | výhra     | Richard Gasquet   | 6–3, 6–2, 6–2            |
| Wimbledon       | 2. kolo     | výhra     | Tim Henman        | 6–4, 6–0, 6–2            |
| Wimbledon       | 3. kolo     | výhra     | Nicolas Mahut     | 6–3, 7–6(2), 6–4         |
| Wimbledon       | 4. kolo     | výhra     | Tomáš Berdych     | 6–3, 6–3, 6–4            |
| Wimbledon       | čtvrtfinále | výhra     | Mario Ančić       | 6–4, 6–4, 6–4            |
| Wimbledon       | semifinále  | výhra     | Jonas Björkman    | 6–2, 6–0, 6–2            |
| Wimbledon       | finále      | vítěz (8) | Rafael Nadal      | 6–0, 7–6(5), 6–7(2), 6–3 |
| US Open         | 1. kolo     | výhra     | Jimmy Wang        | 6–4, 6–1, 6–0            |
| US Open         | 2. kolo     | výhra     | Tim Henman        | 6–3, 6–4, 7–5            |
| US Open         | 3. kolo     | výhra     | Vincent Spadea    | 6–3, 6–3, 6–0            |
| US Open         | 4. kolo     | výhra     | Marc Gicquel      | 6–3, 7–6(2), 6–3         |
| US Open         | čtvrtfinále | výhra     | James Blake       | 7–6(7), 6–0, 6–7(9), 6–4 |
| US Open         | semifinále  | výhra     | Nikolaj Davyděnko | 6–1, 7–5, 6–4            |
| US Open         | finále      | vítěz (9) | Andy Roddick      | 6–2, 4–6, 7–5, 6–1       |

### ATP Tour

#### Dvouhra: 97 (92–5)
| utkání | turnaj               | datum | kat. | místo | povrch  | fáze       | soupeř                  | stav   | výsledek                      |
| 512. | Dauhá                | 1/2   | 250  | venku | tvrdý   | 32 v kole  | Ivo Minář               | výhra  | 6-1, 6-3                      |
| 513. | Dauhá                | 1/2   | 250  | venku | tvrdý   | 16 v kole  | Fabrice Santoro         | výhra  | 7-6(2), 7-6(5)                |
| 514. | Dauhá                | 1/2   | 250  | venku | tvrdý   | QF         | Marcos Baghdatis        | výhra  | 6-4, 6-3                      |
| 515. | Dauhá                | 1/2   | 250  | venku | tvrdý   | SF         | Tommy Haas              | výhra  | 6-3, 6-3                      |
| 516. | Dauhá                | 1/2   | 250  | venku | tvrdý   | Finále     | Gaël Monfils            | vítěz  | 6-3, 7-6(5)                   |
| 517. | Australian Open      | 1/16  | GS   | venku | tvrdý   | 128 v kole | Denis Istomin           | výhra  | 6-2, 6-3, 6-2                 |
| 518. | Australian Open      | 1/16  | GS   | venku | tvrdý   | 64 v kole  | Florian Mayer           | výhra  | 6-1, 6-4, 6-0                 |
| 519. | Australian Open      | 1/16  | GS   | venku | tvrdý   | 32 v kole  | Max Mirnyj              | výhra  | 6-3, 6-4, 6-3                 |
| 520. | Australian Open      | 1/16  | GS   | venku | tvrdý   | 16 v kole  | Tommy Haas (2)          | výhra  | 6-4, 6-0, 3-6, 4-6, 6-2       |
| 521. | Australian Open      | 1/16  | GS   | venku | tvrdý   | QF         | Nikolaj Davyděnko       | výhra  | 6-4, 3-6, 7-6(7), 7-6(5)      |
| 522. | Australian Open      | 1/16  | GS   | venku | tvrdý   | SF         | Nicolas Kiefer          | výhra  | 6-3, 5-7, 6-0, 6-2            |
| 523. | Australian Open      | 1/16  | GS   | venku | tvrdý   | Finále     | Marcos Baghdatis (2)    | vítěz  | 5-7, 7-5, 6-0, 6-2            |
| 524. | Dubaj                | 2/27  | 500  | venku | tvrdý   | 32 v kole  | Stanislas Wawrinka      | výhra  | 7-6(3), 6-3                   |
| 525. | Dubaj                | 2/27  | 500  | venku | tvrdý   | 16 v kole  | Mohammad Ghareeb        | výhra  | 7-6(5), 6-4                   |
| 526. | Dubaj                | 2/27  | 500  | venku | tvrdý   | QF         | Robin Vik               | výhra  | 6-3, 6-2                      |
| 527. | Dubaj                | 2/27  | 500  | venku | tvrdý   | SF         | Michail Južnyj          | výhra  | 6-2, 6-3                      |
| 528. | Dubaj                | 2/27  | 500  | venku | tvrdý   | Finále     | Rafael Nadal            | prohra | 6-2, 4-6, 4-6                 |
| — | Indian Wells Masters | 3/6   | 1000 | venku | tvrdý   | 128 v kole | volný los               |        |                               |
| 529. | Indian Wells Masters | 3/6   | 1000 | venku | tvrdý   | 64 v kole  | Nicolás Massú           | výhra  | 6-3, 7-6(4)                   |
| 530. | Indian Wells Masters | 3/6   | 1000 | venku | tvrdý   | 32 v kole  | Olivier Rochus          | výhra  | 3-6, 6-2, 7-5                 |
| 531. | Indian Wells Masters | 3/6   | 1000 | venku | tvrdý   | 16 v kole  | Richard Gasquet         | výhra  | 6-3, 6-4                      |
| 532. | Indian Wells Masters | 3/6   | 1000 | venku | tvrdý   | QF         | Ivan Ljubičić           | výhra  | 6-2, 6-3                      |
| 533. | Indian Wells Masters | 3/6   | 1000 | venku | tvrdý   | SF         | Paradorn Srichaphan     | výhra  | 6-2, 6-3                      |
| 534. | Indian Wells Masters | 3/6   | 1000 | venku | tvrdý   | Finále     | James Blake             | vítěz  | 7-5, 6-3, 6-0                 |
| — | Miami Masters        | 3/20  | 1000 | venku | tvrdý   | 128 v kole | volný los               |        |                               |
| 535. | Miami Masters        | 3/20  | 1000 | venku | tvrdý   | 64 v kole  | Arnaud Clément          | výhra  | 6-2, 6-7(4), 6-0              |
| 536. | Miami Masters        | 3/20  | 1000 | venku | tvrdý   | 32 v kole  | Tommy Haas (3)          | výhra  | 6-1, 6-3                      |
| 537. | Miami Masters        | 3/20  | 1000 | venku | tvrdý   | 16 v kole  | Dmitrij Tursunov        | výhra  | 6-3, 6-3                      |
| 538. | Miami Masters        | 3/20  | 1000 | venku | tvrdý   | QF         | James Blake (2)         | výhra  | 7-6(2), 6-4                   |
| 539. | Miami Masters        | 3/20  | 1000 | venku | tvrdý   | SF         | David Ferrer            | výhra  | 6-1, 6-4                      |
| 540. | Miami Masters        | 3/20  | 1000 | venku | tvrdý   | Finále     | Ivan Ljubičić (2)       | vítěz  | 7-6(5), 7-6(4), 7-6(6)        |
| 541. | Monte Carlo Masters  | 4/17  | 1000 | venku | antuka  | 64 v kole  | Novak Djokovic          | výhra  | 6-3, 2-6, 6-3                 |
| 542. | Monte Carlo Masters  | 4/17  | 1000 | venku | antuka  | 32 v kole  | Alberto Martín          | výhra  | 6-0, 6-1                      |
| 543. | Monte Carlo Masters  | 4/17  | 1000 | venku | antuka  | 16 v kole  | Benjamin Balleret       | výhra  | 6-3, 6-2                      |
| 544. | Monte Carlo Masters  | 4/17  | 1000 | venku | antuka  | QF         | David Ferrer (2)        | výhra  | 6-1, 6-3                      |
| 545. | Monte Carlo Masters  | 4/17  | 1000 | venku | antuka  | SF         | Fernando González       | výhra  | 6-2, 6-4                      |
| 546. | Monte Carlo Masters  | 4/17  | 1000 | venku | antuka  | Finále     | Rafael Nadal (2)        | prohra | 2-6, 7-6(2), 3-6, 6-7(5)      |
| 547. | Rome Masters         | 5/8   | 1000 | venku | antuka  | 64 v kole  | Juan Ignacio Chela      | výhra  | 6-2, 6-1                      |
| 548. | Rome Masters         | 5/8   | 1000 | venku | antuka  | 32 v kole  | Potito Starace          | výhra  | 6-3, 7-6(2)                   |
| 549. | Rome Masters         | 5/8   | 1000 | venku | antuka  | 16 v kole  | Radek Štěpánek          | výhra  | 6-1, 6-4                      |
| 550. | Rome Masters         | 5/8   | 1000 | venku | antuka  | QF         | Nicolás Almagro         | výhra  | 6-3, 6-7(2), 7-5              |
| 551. | Rome Masters         | 5/8   | 1000 | venku | antuka  | SF         | David Nalbandian        | výhra  | 6-3, 3-6, 7-6(5)              |
| 552. | Rome Masters         | 5/8   | 1000 | venku | antuka  | Finále     | Rafael Nadal (3)        | prohra | 7-6, 6-7(5), 4-6, 6-2, 6-7(5) |
| 553. | Roland Garros        | 5/29  | GS   | venku | antuka  | 128 v kole | Diego Hartfield         | výhra  | 7-5, 7-6(2), 6-2              |
| 554. | Roland Garros        | 5/29  | GS   | venku | antuka  | 64 v kole  | Alejandro Falla         | výhra  | 6-1, 6-4, 6-3                 |
| 555. | Roland Garros        | 5/29  | GS   | venku | antuka  | 32 v kole  | Nicolás Massú (2)       | výhra  | 6-1, 6-2, 6-7(4), 7-5         |
| 556. | Roland Garros        | 5/29  | GS   | venku | antuka  | 16 v kole  | Tomáš Berdych           | výhra  | 6-3, 6-2, 6-3                 |
| 557. | Roland Garros        | 5/29  | GS   | venku | antuka  | QF         | Mario Ančić             | výhra  | 6-4, 6-3, 6-4                 |
| 558. | Roland Garros        | 5/29  | GS   | venku | antuka  | SF         | David Nalbandian (2)    | výhra  | 3-6, 6-4, 5-2skreč            |
| 559. | Roland Garros        | 5/29  | GS   | venku | antuka  | Finále     | Rafael Nadal (4)        | prohra | 6-1, 1-6, 4-6, 6-7(4)         |
| 560. | Halle                | 6/12  | 250  | venku | tráva   | 32 v kole  | Rohan Bopanna           | výhra  | 7-6(4), 6-2                   |
| 561. | Halle                | 6/12  | 250  | venku | tráva   | 16 v kole  | Richard Gasquet (2)     | výhra  | 7-6(7), 6-7(7), 6-4           |
| 562. | Halle                | 6/12  | 250  | venku | tráva   | QF         | Oliver Rochus (2)       | výhra  | 6-7(2), 7-6(9), 7-6(5)        |
| 563. | Halle                | 6/12  | 250  | venku | tráva   | SF         | Tommy Haas (4)          | výhra  | 6-4, 6-7(4), 6-3              |
| 564. | Halle                | 6/12  | 250  | venku | tráva   | Finále     | Tomáš Berdych (2)       | vítěz  | 6-0, 6-7(4), 6-2              |
| 565. | Wimbledon            | 6/26  | GS   | venku | tráva   | 128 v kole | Richard Gasquet (3)     | výhra  | 6-3, 6-2, 6-2                 |
| 566. | Wimbledon            | 6/26  | GS   | venku | tráva   | 64 v kole  | Tim Henman              | výhra  | 6-4, 6-0, 6-2                 |
| 567. | Wimbledon            | 6/26  | GS   | venku | tráva   | 32 v kole  | Nicolas Mahut           | výhra  | 6-3, 7-6(2), 6-4              |
| 568. | Wimbledon            | 6/26  | GS   | venku | tráva   | 16 v kole  | Tomáš Berdych (3)       | výhra  | 6-3, 6-3, 6-4                 |
| 569. | Wimbledon            | 6/26  | GS   | venku | tráva   | QF         | Mario Ančić (2)         | výhra  | 6-4, 6-4, 6-4                 |
| 570. | Wimbledon            | 6/26  | GS   | venku | tráva   | SF         | Jonas Björkman          | výhra  | 6-2, 6-0, 6-2                 |
| 571. | Wimbledon            | 6/26  | GS   | venku | tráva   | Finále     | Rafael Nadal            | vítěz  | 6-0, 7-6(5), 6-7(2), 6-3      |
| 572. | Canada Masters       | 8/7   | 1000 | venku | tvrdý   | 64 v kole  | Paul-Henri Mathieu      | výhra  | 6-3, 6-4                      |
| 573. | Canada Masters       | 8/7   | 1000 | venku | tvrdý   | 32 v kole  | Sébastien Grosjean      | výhra  | 6-3, 6-3                      |
| 574. | Canada Masters       | 8/7   | 1000 | venku | tvrdý   | 16 v kole  | Dmitrij Tursunov (2)    | výhra  | 6-3, 5-7, 6-0                 |
| 575. | Canada Masters       | 8/7   | 1000 | venku | tvrdý   | QF         | Xavier Malisse          | výhra  | 7-6(4), 6-7(5), 6-3           |
| 576. | Canada Masters       | 8/7   | 1000 | venku | tvrdý   | SF         | Fernando González (2)   | výhra  | 6-1, 5-7, 6-3                 |
| 577. | Canada Masters       | 8/7   | 1000 | venku | tvrdý   | Finále     | Richard Gasquet (4)     | vítěz  | 2-6, 6-3, 6-2                 |
| 578. | Cincinnati Masters   | 8/14  | 1000 | venku | tvrdý   | 64 v kole  | Paradorn Srichaphan (2) | výhra  | 7-5, 6-4                      |
| 579. | Cincinnati Masters   | 8/14  | 1000 | venku | tvrdý   | 32 v kole  | Andy Murray             | prohra | 5-7, 4-6                      |
| 580. | US Open              | 8/28  | GS   | venku | tvrdý   | 128 v kole | Jü-cuo Wang             | výhra  | 6-4, 6-1, 6-0                 |
| 581. | US Open              | 8/28  | GS   | venku | tvrdý   | 64 v kole  | Tim Henman (2)          | výhra  | 6-3, 6-4, 7-5                 |
| 582. | US Open              | 8/28  | GS   | venku | tvrdý   | 32 v kole  | Vincent Spadea          | výhra  | 6-3, 6-3, 6-0                 |
| 583. | US Open              | 8/28  | GS   | venku | tvrdý   | 16 v kole  | Marc Gicquel            | výhra  | 6-3, 7-6(2), 6-3              |
| 584. | US Open              | 8/28  | GS   | venku | tvrdý   | QF         | James Blake (3)         | výhra  | 7-6(7), 6-0, 6-7(9), 6-4      |
| 585. | US Open              | 8/28  | GS   | venku | tvrdý   | SF         | Nikolaj Davyděnko (2)   | výhra  | 6-1, 7-5, 6-4                 |
| 586. | US Open              | 8/28  | GS   | venku | tvrdý   | Finále     | Andy Roddick            | vítěz  | 6-2, 4-6, 7-5, 6-1            |
| 587. | SUI v. SCG, DC Svět  | 9/22  | DC   | hala  | tvrdý   | baráž      | Janko Tipsarević        | výhra  | 6-3, 6-2, 6-2                 |
| 588. | SUI v. SCG, DC Svět  | 9/22  | DC   | hala  | tvrdý   | baráž      | Novak Djoković (2)      | výhra  | 6-3, 6-2, 6-3                 |
| — | Tokio                | 10/2  | 500  | venku | tvrdý   | 64 v kole  | volný los               |        |                               |
| 589. | Tokio                | 10/2  | 500  | venku | tvrdý   | 32 v kole  | Viktor Troicki          | výhra  | 7-6(2), 7-6(3)                |
| 590. | Tokio                | 10/2  | 500  | venku | tvrdý   | 16 v kole  | Wesley Moodie           | výhra  | 6-2, 6-1                      |
| 591. | Tokio                | 10/2  | 500  | venku | tvrdý   | QF         | Takao Suzuki            | výhra  | 4-6, 7-5, 7-6(3)              |
| 592. | Tokio                | 10/2  | 500  | venku | tvrdý   | SF         | Benjamin Becker         | výhra  | 6-3, 6-4                      |
| 593. | Tokio                | 10/2  | 500  | venku | tvrdý   | Finále     | Tim Henman (3)          | vítěz  | 6-3, 6-3                      |
| — | Madrid Masters       | 10/16 | 1000 | hala  | tvrdý   | 64 v kole  | volný los               |        |                               |
| 594. | Madrid Masters       | 10/16 | 1000 | hala  | tvrdý   | 32 v kole  | Nicolás Massú (3)       | výhra  | 6-3, 6-2                      |
| 595. | Madrid Masters       | 10/16 | 1000 | hala  | tvrdý   | 16 v kole  | Robin Söderling         | výhra  | 7-6(5), 7-6(8)                |
| 596. | Madrid Masters       | 10/16 | 1000 | hala  | tvrdý   | QF         | Robby Ginepri           | výhra  | 6-3, 7-6(4)                   |
| 597. | Madrid Masters       | 10/16 | 1000 | hala  | tvrdý   | SF         | David Nalbandian (3)    | výhra  | 6-4, 6-0                      |
| 598. | Madrid Masters       | 10/16 | 1000 | hala  | tvrdý   | Finále     | Fernando González (3)   | vítěz  | 7-5, 6-1, 6-0                 |
| 599. | Basilej              | 10/23 | 250  | hala  | koberec | 32 v kole  | Tomáš Zíb               | výhra  | 6-1, 6-2                      |
| 600. | Basilej              | 10/23 | 250  | hala  | koberec | 16 v kole  | Guillermo García López  | výhra  | 6-2, 6-0                      |
| 601. | Basilej              | 10/23 | 250  | hala  | koberec | QF         | David Ferrer (3)        | výhra  | 6-3, 7-6(14)                  |
| 602. | Basilej              | 10/23 | 250  | hala  | koberec | SF         | Paradorn Srichaphan (3) | výhra  | 6-4, 3-6, 7-6(5)              |
| 603. | Basilej              | 10/23 | 250  | hala  | koberec | Finále     | Fernando González (4)   | vítěz  | 6-3, 6-2, 7-6(3)              |
| 604. | Tennis Masters Cup   | 11/13 | WC   | hala  | tvrdý   | zs         | David Nalbandian (4)    | výhra  | 3-6, 6-1, 6-1                 |
| 605. | Tennis Masters Cup   | 11/13 | WC   | hala  | tvrdý   | zs         | Andy Roddick (2)        | výhra  | 4-6, 7-6(8), 6-4              |
| 606. | Tennis Masters Cup   | 11/13 | WC   | hala  | tvrdý   | zs         | Ivan Ljubičić (3)       | výhra  | 7-6(2), 6-4                   |
| 607. | Tennis Masters Cup   | 11/13 | WC   | hala  | tvrdý   | SF         | Rafael Nadal (2)        | výhra  | 6-4, 7-5                      |
| 608. | Tennis Masters Cup   | 11/13 | WC   | hala  | tvrdý   | Finále     | James Blake (4)         | vítěz  | 6-0,6-3, 6-4                  |
| QF – čtvrtfinále, SF – semifinále, F – finále, zs – základní skupina kategorie: 250 – International Series / 500 – International Series Gold / 1000 – Masters Series / GS – Grand Slam / DC – Davis Cup |                      |       |      |       |         |            |                         |        |                               |

## Přehled finále
| Legenda                               |
| Grand Slam (3–1 D)                    |
| Tennis Masters Cup (1–0 D)            |
| ATP Masters Series (4–0 D)            |
| ATP International Series Gold (1–1 D) |
| ATP International Series (3–0 D)      |
| D – dvouhra; Č – čtyřhra              |

| Finále dle povrchu |
| ------------------ |
| tvrdý (9–1 D)      |
| antuka (0–3 D)     |
| tráva (2–0 D)      |
| koberec (1–0 D)    |

| Finále dle místa |
| ---------------- |
| venku (9–4 D)    |
| hala (3–0 D)     |

### Dvouhra: 16 (12–4)
| stav      | č.  | datum              | turnaj                           | povrch      | soupeř ve finále  | výsledek                               |
| --------- | --- | ------------------ | -------------------------------- | ----------- | ----------------- | -------------------------------------- |
| Vítěz     | 34. | 8. ledna 2006      | Dauhá, Katar (2)                 | tvrdý       | Gaël Monfils      | 6–3, 7–6(7–5)                          |
| Vítěz     | 35. | 29. ledna 2006     | Australian Open, Austrálie (2)   | tvrdý       | Marcos Baghdatis  | 5–7, 7–5, 6–0, 6–2                     |
| Finalista | 10. | 5. března 2006     | Dubaj, SAE                       | tvrdý       | Rafael Nadal      | 6–2, 4–6, 4–6                          |
| Vítěz     | 36. | 19. března 2006    | Indian Wells, USA (3)            | tvrdý       | James Blake       | 7–5, 6–3, 6–0                          |
| Vítěz     | 37. | 2. dubna 2006      | Miami, USA (2)                   | tvrdý       | Ivan Ljubičić     | 7–6(7–5), 7–6(7–4), 7–6(8–6)           |
| Finalista | 11. | 23. dubna 2006     | Monte Carlo, Monako              | antuka      | Rafael Nadal      | 2–6, 7–6(7–2), 3–6, 6–7(5–7)           |
| Finalista | 12. | 14. května 2006    | Řím, Itálie (2)                  | antuka      | Rafael Nadal      | 7–6(7–0), 6–7(5–7), 4–6, 6–2, 6–7(5–7) |
| Finalista | 13. | 11. června 2006    | French Open, Paříž, Francie      | antuka      | Rafael Nadal      | 6–1, 1–6, 4–6, 6–7(4–7)                |
| Vítěz     | 38. | 18. června 2006    | Halle, Německo (4)               | tráva       | Tomáš Berdych     | 6–0, 6–7(4–7), 6–2                     |
| Vítěz     | 39. | 9. července 2006   | Wimbledon, Londýn, VB (4)        | tráva       | Rafael Nadal      | 6–0, 7–6(7–5), 6–7(2–7), 6–3           |
| Vítěz     | 40. | 13. srpna 2006     | Toronto, Kanada (2)              | tvrdý       | Richard Gasquet   | 2–6, 6–3, 6–2                          |
| Vítěz     | 41. | 10. září 2006      | US Open, New York, USA (3)       | tvrdý       | Andy Roddick      | 6–2, 4–6, 7–5, 6–1                     |
| Vítěz     | 42. | 8. října 2006      | Tokio, Japonsko                  | tvrdý       | Tim Henman        | 6–3, 6–3                               |
| Vítěz     | 43. | 22. října 2006     | Madrid, Španělsko                | tvrdý (h)   | Fernando González | 7–5, 6–1, 6–0                          |
| Vítěz     | 44. | 29. října 2006     | Basilej, Švýcarsko               | koberec (h) | Fernando González | 6–3, 6–2, 7–6(7–3)                     |
| Vítěz     | 45. | 19. listopadu 2006 | Turnaj mistrů, Šanghaj, Čína (3) | tvrdý (h)   | James Blake       | 6–0, 6–3, 6–4                          |

## Finanční odměny
| Soutěž                    | turnaj                         | finanční odměna   | celkem      |
| ------------------------- | ------------------------------ | ----------------- | ----------- |
| Dvouhra                   | Qatar ExxonMobil Open          | $142 000          | $142 000    |
| Dvouhra                   | Australian Open                | $922 560          | $1 064 560  |
| Dvouhra                   | Dubai Tennis Championships     | $98 600           | $1 163 160  |
| Dvouhra                   | Pacific Life Open              | $490 000          | $1 654 660  |
| Dvouhra                   | NASDAQ-100 Open                | $533 350          | $2 189 760  |
| Dvouhra                   | Monte Carlo Masters            | $200 000          | $2 389 760  |
| Dvouhra                   | Internazionali BNL d'Italia    | $200 000          | $2 596 810  |
| Dvouhra                   | French Open                    | $598 350          | $3 195 160  |
| Dvouhra                   | Gerry Weber Open               | $113 000          | $3 308 160  |
| Dvouhra                   | Wimbledon                      | $1 190 725        | $4 498 885  |
| Dvouhra                   | Rogers Cup                     | $400 000          | $4 898 885  |
| Dvouhra                   | Cincinnati Masters             | $15 000           | $4 513 885  |
| Dvouhra                   | US Open                        | $1 200 000        | $5 713 885  |
| Dvouhra                   | Rakuten Japan Open             | $118 000          | $5 831 885  |
| Dvouhra                   | Mutua Madrileña Masters Madrid | $450 000          | $6 81885    |
| Dvouhra                   | Davidoff Swiss Indoors         | $142 000          | $6 423 885  |
| Dvouhra                   | Tennis Masters Cup             | $1 520 000        | $7 943 885  |
| Čtyřhra                   | Dubai Tennis Championships     | $1 500            | $1 164 660  |
| Čtyřhra                   | Pacific Life Open              | $1 750            | $1 656 410  |
| Čtyřhra                   | Monte Carlo Masters            | $7 050            | $2 396 810  |
| Přehled                   | výdělek v sezóně               | výdělek v sezóně  | $8 343 885  |
| Přehled                   | výdělek v kariéře              | výdělek v kariéře | $28 576 458 |
| kurziva – turnajový titul |                                |                   |             |